# Die Geschichte der O (Fernsehserie)
Die Geschichte der O ist eine brasilianische Fernsehserie aus dem Jahr 1992, basierend auf dem 1954 veröffentlichten gleichnamigen Roman von Anne Cécile Desclos (unter dem Pseudonym Pauline Réage). Sie schildert die Geschichte einer weiblichen Unterwerfung.

## Handlung
Die junge Fotografin O verliebt sich in den dominanten René, der sie in das Schloss Roissy bringt – eine Ausbildungsstätte für Sklavinnen. O muss anderen Männern sexuell zu Diensten sein und lernt Disziplin und Schmerz zu ertragen. Nach Ende ihrer Ausbildung verlässt sie das Schloss und wird die Sklavin von René, der sie jedoch schon bald an seinen Freund Sir Stephen weitergibt, der noch weit dominanter ist. Ihre Beziehung zu Rene beginnt zu schwinden, während die zu Sir Stephen immer stärker wird. Schließlich durchläuft O eine weitere Ausbildung und soll für René und Sir Stephen die junge Jacqueline verführen und dazu bringen, sich ebenfalls als Sklavin hinzugeben. Doch die Situation beginnt sich zu verkomplizieren und eskaliert schließlich.

## Episodenliste

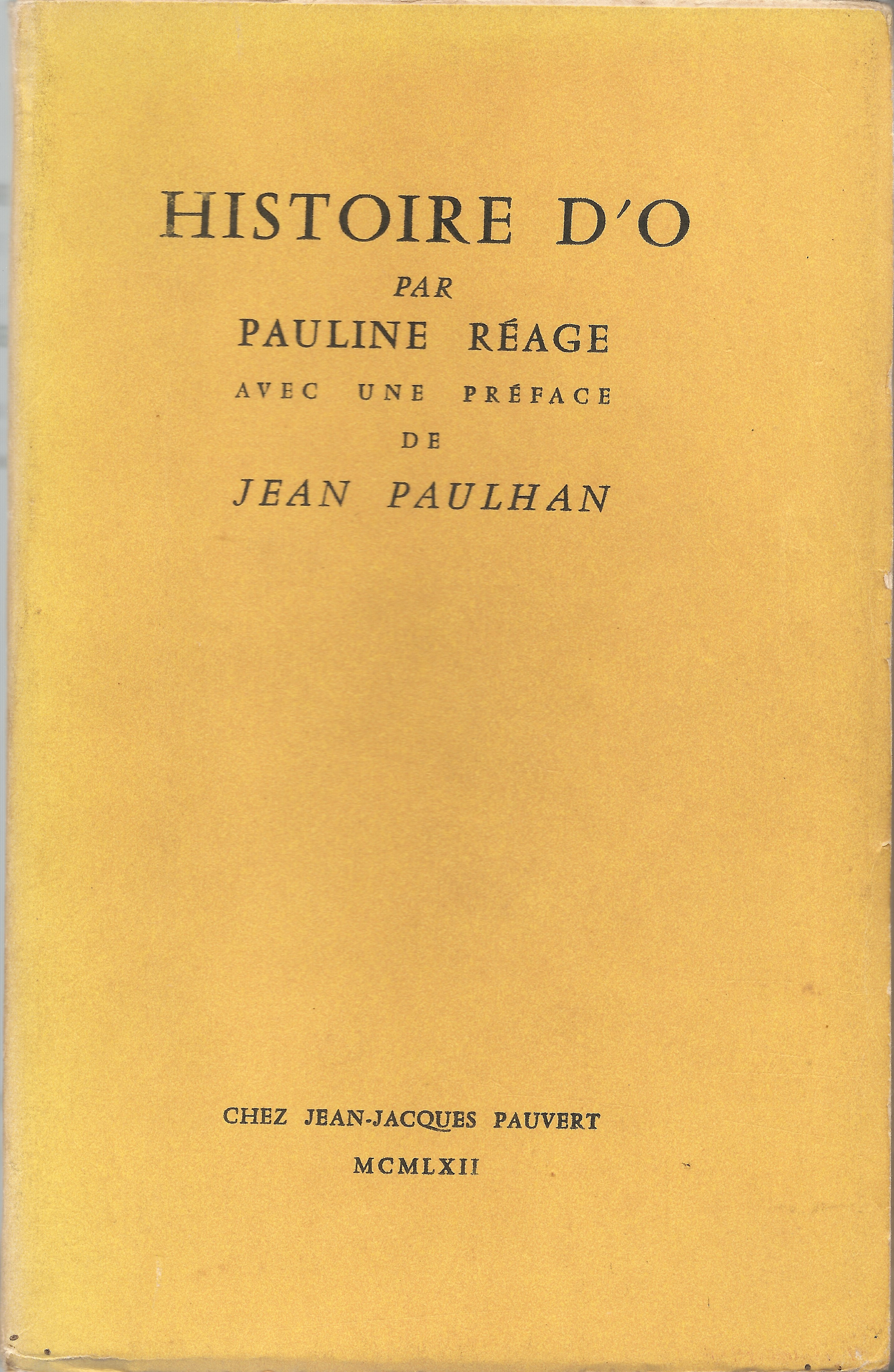
Französische Romanausgabe von Geschichte der O, 1962.

| Ep.  | Inhalt |
| ---- | --- |
| 1.1  | Die junge Fotografin O lernt auf einer Ranch den attraktiven Gestütangestellten René kennen und beginnt mit dem selbstbewussten Mann eine rasante und leidenschaftliche Liebesbeziehung. Von Beginn erweist sich René als sehr besitzergreifend. Doch schon bald beginnt er O in unangenehme Situationen zu bringen, wobei er ruhig, aber entschlossen und dominant auftritt. Eines Nachts fahren sie in einem Taxi zu dem alten Anwesen Roissy, wo René O befiehlt auszusteigen, und in das Anwesen zu gehen. Sie habe jegliche Anweisungen zu befolgen, sonst werde man sie zwingen. O gehorcht René und betritt das Anwesen, das sich als eine Ausbildungsstätte herausstellt, wo Frauen zu unterwürfigen Sklavinnen erzogen werden. O bekommt ein Halsband und Handschellen und muss stundenlang nackt und gefesselt ausharren, ehe sie am Abend den Männern des Anwesens, darunter auch René, präsentiert wird. In dessen Anwesenheit und Zustimmung wird sie von den anderen Männern vergewaltigt und ausgepeitscht. Sie erträgt aus Liebe zu René die Tortur. |
| 1.2  | Nachdem O nach ihrem Eintreffen im Schloss Roissy geschändet wurde, wird sie von René und den anderen Männern den Regeln des Hauses vertraut gemacht. Sie darf den Männern nicht ins Gesicht schauen, muss ein freizügiges Sklavinnen-Kleid tragen, als Dienstsklavin Hausarbeiten verrichten und je nach Verlangen den Männern auch sexuell dienen. Einen Großteil ihrer Zeit und die Nächte verbringt sie nackt und angekettet in einer komfortabel eingerichteten Zelle. Immer wieder wird sie von den Männern und Angestellten des Anwesens vergewaltigt, oftmals im Beisein Renés. Aus Liebe zu ihm erträgt O die Qualen und Erniedrigungen, auch da tief in ihrem Inneren sie Lust empfindet. René verdeutlicht O, dass sie jedem im Schloss zur Verfügung stehen muss. René erklärt, dass sie nur ihm gehöre, und das zeige die Tatsache, dass er sie auch anderen Männern überlasse, denn man könne „nichts verschenken, was einem nicht gehört“. Er gesteht ihr, dass er sie von Anfang an prostituieren wollte. O kann nicht von ihrer Liebe zu René ablassen und ist bereit sich ihm als seine Sklavin hinzugeben. |
| 1.3  | O beginnt sich auf Roissy langsam einzuleben, als René verkündet, dass er das Anwesen verlassen wird. O erklärt in ihrer Liebe zu René, dass sie ihn nicht vergessen werde, jeder, der sie künftig benutze, werde sie an ihn erinnern und alle Befehle und Züchtigungen, die sie erfahre, werden die Befehle ihres Geliebten sein; sie habe noch lange „nicht genug davon.“ René verkündet, dass sie noch einmal ausgepeitscht werde, doch dieses mal dem zustimmen müsse, was O tut. René verlässt das Anwesen und O kommt in einen unterirdischen Kerker, wo sie jedes Zeitgefühl verliert und die nächsten Tage noch intensiver die Routine von Roissy durchlebt. Sie weiß nicht wie viel zeit vergangen ist, bis René schließlich zurückkehrt und sie mit ihm zusammen Schloss Roissy verlässt; zum Abschied erhält sie einen Ring. René erklärt ihr, dass sie sich frei entscheiden kann die Beziehung zu ihm zu beenden – wenn sie dies aber nicht tue, werde sie ohne wenn und aber seine Sklavin sein und ihm stets sexuell zur Verfügung stehen; auch muss sie ihren Kleidungsstil seinen Bedürfnissen anpassen. O kann weder von ihrer Liebe zu René noch von ihrer erweckten submissiven Art ablassen und stimmt zu. Sie hat jede Schamhaftigkeit verloren und erklärt etwa nackt einem völlig verunsicherten Schneider, dass dieser Kleidungsstücke erstellen soll, die Renés Wünschen entsprechen. O kehrt zu ihrer Arbeit zurück, wo ihre Veränderungen nicht unbemerkt bleiben. |
| 1.4  | O führt Fotoshootings mit der hübschen Jacqueline durch. Eines Tages treffen René und Jacqueline in Os Studio aufeinander, wobei sich René sichtlich von ihr angezogen fühlt. Während René und Jacqueline sich langsam näher kommen, beginnt O mehrere lesbische Affären, in denen sie den dominanten Part übernimmt, während sie gegenüber Männern submissiv ist. René stellt O seinen Freund und Stiefbruder Sir Stephen vor. Dieser unterbreitet ihr das Angebot ein 'gemeinsamer Besitz' zu sein, wobei Sir Stephen deutlich macht, dass er noch weit dominanter als René ist. O entblößt sich und erklärt ihre Zustimmung. O dient Sir Stephen sexuell, der in seiner Erfahrenheit ausspricht, das O nymphomanisch veranlagt ist und mit jedem Mann schlafen würde, der sie begehrt. Weil O sich gegenüber Sir Stephen ungehorsam zeigt, vergewaltigt er sie, während O sich insgeheim in Sir Stephens zu verlieben beginnt. |
| 1.5  | O kehrt am nächsten Morgen nach dem Besuch bei Sir Stephen in ihre Wohnung zurück. Sie denkt über ihr Leben nach, wobei sie sich an vergangene Beziehungen vor René erinnert, in denen ihre nymphomanischen Züge bereits zum Ausdruck kamen. Monate vergehen, in denen O zwei bis dreimal in der Woche zu Sir Stephen gebracht wird. Während O einerseits Sir Stephen begehrt, will sie andererseits mit René zusammen sein. Als ein Theaterbesuch mit René aufgrund eines Termins bei Sir Stephen scheitert, erklärt René der enttäuschten O, dass sie ihm nicht mehr gehöre und bringt sie zu Sir Stephen, wo sie hart bestraft wird. Das Verhalten von René bestärkt O darin, dass sie sich innerlich von ihm beginnt abzuwenden und sich immer mehr in Sir Stephen verliebt. Sir Stephen erfährt von Jacqueline und fordert O auf, dass sie dafür sorgt, dass diese ihm genauso als Sklavin dienen wird wie O; auch soll Jacqueline die Ausbildung in Roissy durchlaufen. |
| 1.6  | O beginnt Annäherungsversuche gegenüber Jacqueline, die nur teilweise zurückgewiesen werden. O denkt an ihre Schulzeit zurück, wo ihre nymphomanische Art bereits entwickelt war; so versuchte sie mehrfach Mitschülerinnen zu verführen. O kommt Jacqueline näher und erfährt, dass sie eine 15-jährige Halbschwester namens Natalie hat. Sie bringt Jacqueline dazu bei ihr einzuziehen, die sich Os Annäherungsversuchen endgültig hingibt. Sir Stephen stellt O seiner Bekannten Annemarie vor, die im Stil von Roissy eine nach striktere Sklavinnenschule betreibt. Hier soll Os Ausbildung noch intensiviert werden. Auf Anweisung von René erklärt O Jacqueline, dass René sich in sie verliebt hat. |
| 1.7  | O wird in die Sklavenschule von Annemarie gebracht, wo es nur Frauen gibt. Sie erfährt noch stärkere körperliche Züchtigung, kann sich abends aber mit den anderen Sklavinnen oder Annemarie selbst sexuell vergnügen. Dabei erfährt sie, wie sehr es ihr gefällt auch selbst andere zu züchtigen. Sie wird gepierct und wird am Ende schließlich mit dem Zeichen von Sir Stephen markiert, was durch eine Brandmarkung erfolgt. |
| 1.8  | O und Sir Stephen kehren aus der Schule von Annemarie zurück; er lässt zwei Bekannten die Wahl sich mit ihr vergnügen, wobei O sich bereitwillig auch in Abwesenheit von Sir Stephen prostituiert und ihrer Nymphomanie nachgibt. O geht mit Eric, einem der beiden Männer, ins Hotel, wo sie sich näher kommen und miteinander schlafen. Eric ist ob Os unterwürfigem Verhalten jedoch unsicher, auch als er sie dazu auffordert sie auszupeitschen, wenngleich er dem nachkommt. Eric verliebt sich in O und will sie heiraten. Er geht zu Sir Stephen, um sie von ihm freizukaufen, doch Sir Stephen erklärt, dass O frei ist und aus freien Stücken sich entschieden hat sich Sir Stephen als Sklavin zu unterwerfen und sich zu prostituieren. Er bietet Eric jedoch an, O die freie Wahl zu lassen, zu ihm zu gehen. Bevor er ihr davon erzählt, findet O durch Zufall heraus, dass René eine Affäre mit Jacqueline hat. O lässt sich von Sir Stephen dafür bestrafen, dass sie sich in einen anderen Mann verliebt hat. Eric wird Zeuge dessen und verlässt O scheinbar für immer Raum. Doch später trifft sie Eric wieder, diesmal im Schloss Roissy, wo er sie drei Tage lang als Sklavin nutzt und bestraft. |
| 1.9  | René überredet Jacqueline mit ihr einen Freund – Sir Stephen – zu besuchen. O wird von diesem darauf hingewiesen, dass es nun Zeit sei Jacqueline von Roissy zu erzählen. O offenbart Jacqueline, dass sie Sir Stephens Sklavin ist. Jacqueline ist zunächst völlig verstört, doch es gelingt O sie zu verführen und ihr ihrer Ausbildung zur Sklavin in Roissy zu erzählen. Jacqueline konfrontiert René mit Os Aussagen; René gelingt es gegen Jacquelines Widerstände sie dazu zu überreden in ein Feriendomizil von Sir Stephens mitzukommen, samt ihrer jugendlichen Schwester Natalie. O provoziert mit ihrer Nacktheit und einer lesbischen Beziehung zu Jacqueline, während René und Sir Stephen teilnahmslos dies geschehen lassen. Natalie fühlt sich von der freizügigen Atmosphäre schließlich ebenso angezogen wie ihre Schwester. |
| 1.10 | Natalie konfrontiert O damit, dass sie das Liebesspiel mit ihrer Schwester mitbekommen hat und bittet O, dies auch ihr zu gewähren – außerdem liebe sie im Gegensatz zu Jacqueline O auch tatsächlich. Sie bittet sie ihre Schülerin zu sein. Sir Stephen wird Zeuge dessen, verbietet O aber Natalie irgendwelche Liebkosungen zu geben. Natalie ihrerseits kann sich der Lust immer weniger selbst entziehen. Jacqueline will sich nicht auf die Manipulationen von O einlassen und beginnt sich von ihr zu lösen, während O sogleich beginnt Natalie auf eine Rolle als künftige Sklavin in Roissy einzustimmen. Doch als Natalie zusieht, wie O brutal ausgepeitscht wird, wendet auch sie sich ab und flieht mit ihrer Schwester aus Sir Stephens Anwesen. O hingegen wird auf einer Abendgesellschaft durch Sir Stephen präsentiert, wobei sich die Anwesenden für sie nicht als Mensch, sondern nur als willenloses Objekt interessieren. Genau das ist es, wozu O geworden ist. |